# Zgromadzenie Misjonarzy Afryki

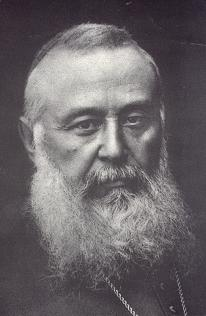
Kardynał Karol Lavigerie, założyciel Zgromadzenia Misjonarzy Afryki

Ojcowie Biali, Zgromadzenie Misjonarzy Afryki (MAfr) – zgromadzenie zakonne założone przez arcybiskupa Algieru, późniejszego kardynała Karola Lavigerie w 1868 roku, a zatwierdzone przez Stolicę Apostolską w 1908. Obecnie przełożonym generalnym zgromadzenia jest o. Stanley Lubungo MAfr – misjonarz urodzony w Zambii. W Polsce zgromadzenie posiada tylko jeden dom zakonny w Lublinie.

## Historia
Powstanie zgromadzenia związane jest z działalnością jego założyciela, urodzonego w 1825 Karola Lavigerie, biskupa Nancy, który w 1867 przybył do Algieru mianowany arcybiskupem tamtejszej metropolii. Mimo że miał szanse na dostatnie życie we Francji, po przybyciu do Afryki i zderzeniu się z trudną sytuacją mieszkańców, postanowił oddać swoje życie temu kontynentowi. Przyświecała mu dewiza, którą usłyszał Abraham: Opuść swój kraj rodzinny i udaj się do ziemi, którą Ci wskażę. Jego wizja rozwoju kościoła w Afryce i działalności misyjnej wymagała do realizacji stworzenia odpowiedniego narzędzia. Stało się nim zgromadzenie zakonne założone w 1868 w miejscowości Maison Carrée w Algierii, zwane początkowo Ojcami Białymi (od koloru białych strojów – ghandura i burnus – przyjętych od mieszkańców Algierii), które później przyjęło oficjalną nazwę Zgromadzenia Misjonarzy Afryki. Arcybiskup Lavigerie w 1882 został pierwszym kardynałem Afryki, a Zgromadzenie w 1908 zyskało aprobatę Stolicy apostolskiej.
Pierwszym terenem działalności misyjnej Zgromadzenia była Algieria oraz islamska część Afryki. Ze względu na niechęć muzułmanów do misjonarzy katolickich, działalność misyjna przesuwała się w głąb Afryki. Nie oznaczało to jednak opuszczenia tej części Afryki. Pierwsze próby wypraw przez Saharę kończyły się niepowodzeniami, w tym mordowaniem zakonników. Stopniowo jednak udało się rozszerzyć działalność na Tanganikę, Ugandę, Rwandę, Burundi, Kongo, Rodezję Północną (dzisiejsza Zambia). Kilka lat później działalność Ojców Białych objęła również tereny Afryki zachodniej, w tym Górną Woltę (dzisiejsze Burkina Faso), Ghanę, Mali.
Zgromadzenie Misjonarzy Afryki dało kościołowi: 2 kardynałów, 16 arcybiskupów i 82 biskupów.

## Współczesna działalność
Współcześnie Ojcowie Biali pracują w 23 krajach Afryki, skupiając w swoich szeregach 1405 ojców i braci, wśród których jest obecnie 14 misjonarzy z Polski. Ich działalność obejmuje pracę ewangelizacyjną, organizację parafii i struktur Kościoła, opiekę nad najbiedniejszymi i porzuconymi, pracę w slumsach i wśród chorych na AIDS.

## Ojcowie Biali w Polsce
W 1985 misjonarze Zgromadzenia Misjonarzy Afryki przybyli do Polski, zakładając w Lublinie jedyny jak dotąd dom w Polsce. Polska placówka Ojców Białych prowadzi również działalność formacyjną, przygotowując nowych braci do pracy misyjnej w Afryce.